# Stadtmauer Gustav-Adolf-Straße

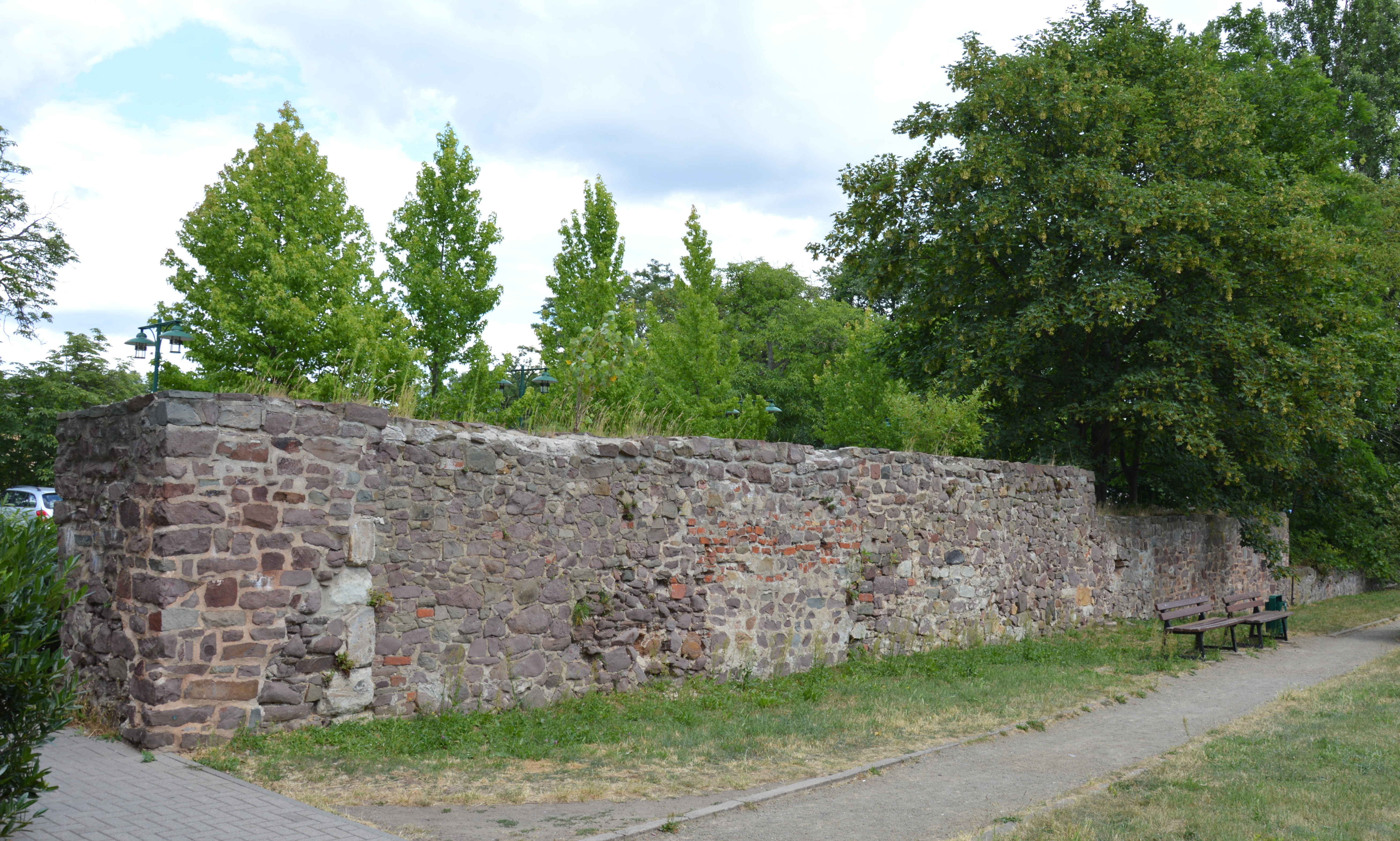
Stadtmauer Gustav-Adolf-Straße

Die Stadtmauer Gustav-Adolf-Straße ist ein denkmalgeschütztes Stück Stadtmauer in Magdeburg in Sachsen-Anhalt.

## Lage
Das Stadtmauerstück verläuft nördlich parallel zur Straße Tränsberg in der Magdeburger Altstadt und wird unter der Adresse Gustav-Adolf-Straße 2 der etwas weiter westlich verlaufenden Gustav-Adolf-Straße geführt. Nördlich befindet sich die Festung Mark.

## Gestaltung
Die mittelalterliche Stadtmauer ist hier als Rest auf etwa 60 Meter erhalten. Das Bruchsteinmauerwerk geht auf das 13. Jahrhundert zurück und stellt einen Teil des nördlichen Abschnitts der Mauer dar. Im Verlauf der Stadtmauer nach Osten ist ein weiteres Teilstück erhalten und in der rückseitigen Wand des historischen Offizierskasinos Tränsberg 21/23 integriert. Die Stadtbefestigung war mit doppelten Mauern angelegt. Die nördlich gelegene zweite Mauer ist Teil der Steilwand zum Hof der Festung Mark. Die Stadtmauer ist zum Teil rekonstruiert. 
Das kleine Mauerstück gilt als Zeugnis der Stadtbefestigung und markiert die historische Ausdehnung der Stadt, wie sie bis zur Aufhebung der Nordfront der Festung Magdeburg zum Ende des 19. Jahrhunderts bestand.
Im örtlichen Denkmalverzeichnis ist die Stadtmauer unter der Erfassungsnummer 094 76837 als Baudenkmal verzeichnet.